# Brouillet
Brouillet  là một xã thuộc tỉnh Marne trong vùng Grand Est đông nam nước Pháp. Xã nằm ở khu vực có độ cao trung bình 110 mét trên mực nước biển.